# Verena Martin
Verena Martin (* 28. Januar 1923 in Frenkendorf; heimatberechtigt ebenda; † 7. Mai 1980 ebenda) war die erste Gemeindepräsidentin im Schweizer Kanton Basel-Landschaft.
Verena Martin war Tochter der Mathilde geborene Bielser und des Gemeindeverwalters Hans Martin. Sie besuchte Schulen in Frenkendorf, Liestal und Basel. Nach dem Abbruch ihres Studiums der Rechtswissenschaften arbeitete sie als Direktionssekretärin in Pratteln. Johann Jakob Martin gehörte zu ihrer Verwandtschaft.
Martin wurde 1974 Gemeinderätin der Freisinnig-Demokratischen Partei (FDP) und Chefin des Finanzressorts in Frenkendorf. Im folgenden Jahr wurde sie als erste Frau Präsidentin der Gemeinde.

## Belege
1. 1 2 3  Jeannette Voirol: Verena Martin. In: Historisches Lexikon der Schweiz.  27. August 2008, abgerufen am 6. Februar 2025.
2. ↑  Ruedi Brassel-Moser: Martin (BL). In: Historisches Lexikon der Schweiz.  25. August 2008, abgerufen am 2. Februar 2025.

| Personendaten    | Personendaten               |
| ---------------- | --------------------------- |
| NAME             | Martin, Verena              |
| KURZBESCHREIBUNG | Schweizer Politikerin (FDP) |
| GEBURTSDATUM     | 28. Januar 1923             |
| GEBURTSORT       | Frenkendorf, Schweiz        |
| STERBEDATUM      | 7. Mai 1980                 |
| STERBEORT        | Frenkendorf, Schweiz        |